# St. Gertrud (Köln)

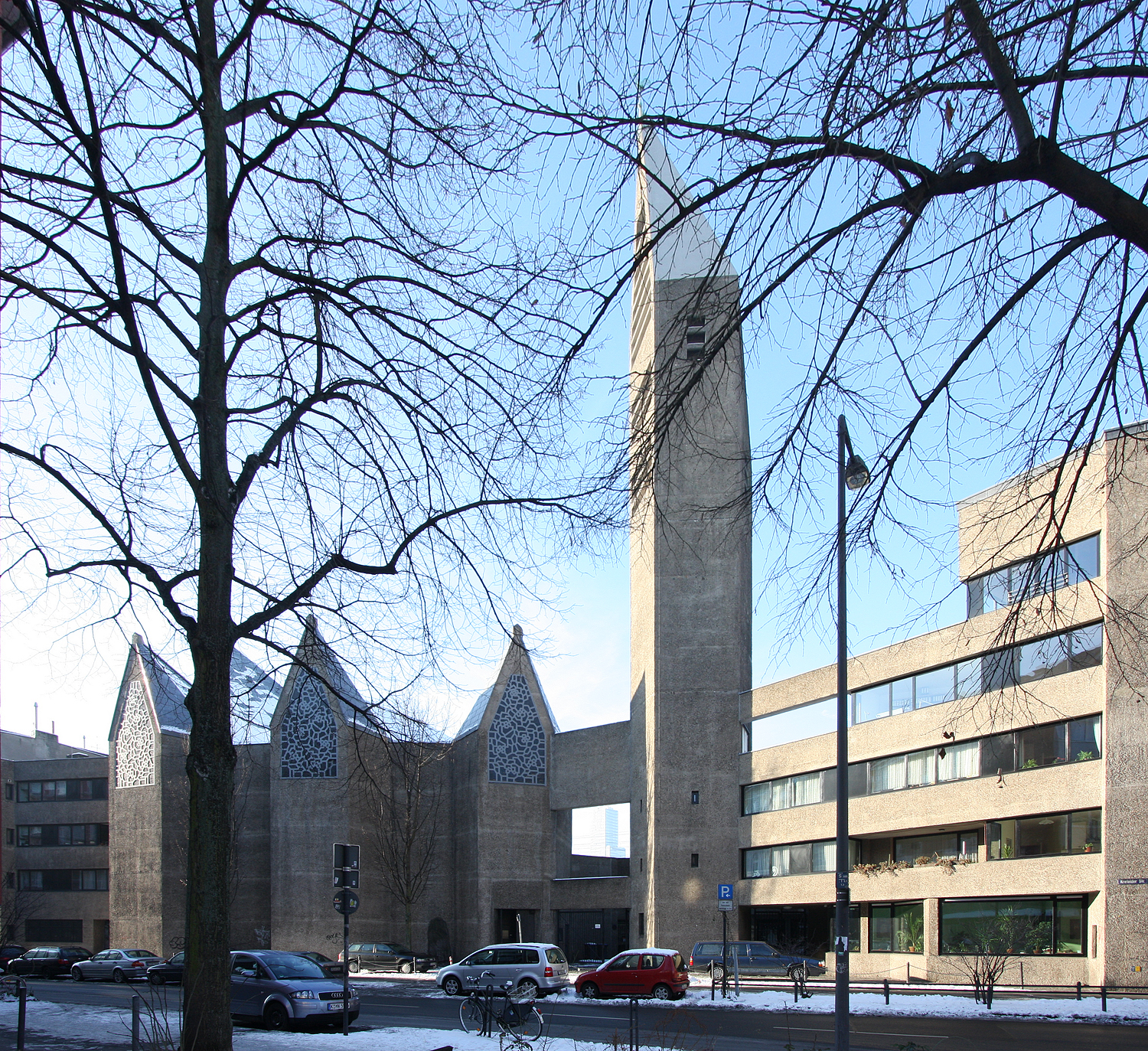
Die Giebelseiten der drei Kapellentürme schwingen etwas zurück und öffnen so den Raum für ein kleines Plätzchen vor der Kirche. Der Turm steht separat und ist im Obergeschoss mit der Kirche verbunden, im Januar 2009 (Foto: 2009)

St. Gertrud ist eine katholische Pfarrkirche im Agnesviertel der nördlichen Kölner Neustadt in unmittelbarer Nähe des Bahndamms. Sie wurde durch den Architekten Gottfried Böhm 1960 entworfen und in den Jahren 1962 bis 1965 erbaut. 1967 erhielt der Architekt für den Bau im Stil des Brutalismus mit seinen asymmetrischen Formen und der Ausführung in Beton den Kölner Architekturpreis.

## Lage und Baugeschichte
Bereits 1953 kaufte die Gemeinde St. Agnes ein Baugrundstück in dem eher einfachen Wohngebiet zwischen Krefelder Straße und dem Eisenbahndamm, eine nur 62 Meter breite Baulücke. Als im Jahr 1960 die Pfarrei St. Gertrud als eigenständige Gemeinde von St. Agnes abgespalten wurde, beauftragte der Kirchenvorstand Gottfried Böhm mit den Entwürfen für einen Kirchenneubau mit Pfarrzentrum auf dem bereits erworbenen Grundstück.
Nach dem Baubeginn 1962 wurde 1963 der Grundstein gelegt, ein Felsmonolith aus Westerwälder Trachyt. Am 13. Oktober 1965 wurde St. Gertrud geweiht und an die Gemeinde übergeben.

## Baubeschreibung

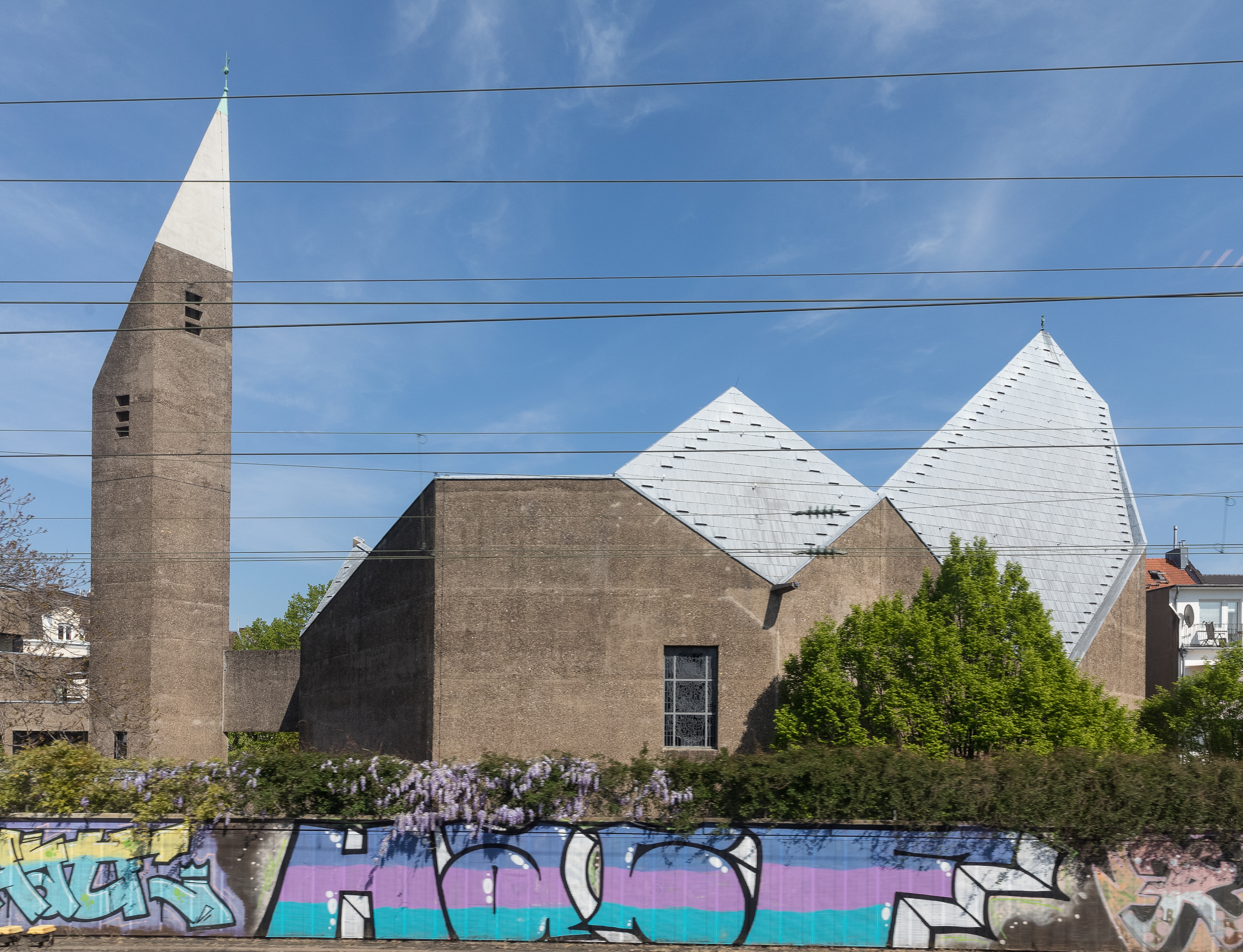
Ansicht von der Bahnseite (Foto: 2020)

Der Kirchenbau basiert auf einer vielseitigen und verwinkelten Grundfläche, die mehrfach vor- und zurückspringt. Hohe, außen in Waschbeton ausgeführte Wände gehen direkt in die spitze, gefältelte Dachkonstruktion über. Der 40 Meter hohe Turm, dessen Erdgeschoss eine Marienkapelle bildet, steht nördlich separat auf einer fünfeckigen Grundfläche und geht fließend in die Dreiecksflächen seiner Spitze über.
Zur Straße hin nach Osten ragen aus dem Kirchenraum drei hohe Kapellenanbauten heraus, die in spitzen Giebeln enden. Der nördlichste Vorsprung bildet den Eingangsbereich, der mittlere die Tauf- und der südlichste die Sakramentskapelle mit dem Tabernakel. Zum Süden hin buchtet sich der Chorraum aus. Die Westseite grenzt an die Bahnlinie.
Der Innenraum von St. Gertrud ist sparsam beleuchtet und erzeugt durch seine groben, verschachtelten Wände aus grobem Wasch- und Sichtbeton, die steil und offen in den offenen Dachraum übergehen, eine höhlenartiges Atmosphäre.
Der monolithische Grundstein von 1963 liegt in der Wand eingebettet und ist sowohl an der Außenseite als auch an der Innenseite sichtbar, wo er als Weihwasserbecken dient.
Die Bodenfläche aus rotem Ziegel ist in zwei Ebenen untergliedert: auf einer Ebene führt an drei Seiten ein Umgang von der Orgelempore entlang der Kapellennischen zum großen Chor, über dem sich der Raum hoch ins Dunkel verliert. Der eigentliche Gemeinderaum liegt vier Stufen tiefer in der Mitte und wird quer zum Chor von den drei prismenförmigen Deckenreitern überspannt, die nach Westen hin zusammenlaufen.
Unterhalb des Chors liegt im Untergeschoss eine Krypta, die mit einem Kreuzweg von Richard Seewald ausgestattet ist.

## Ausstattung

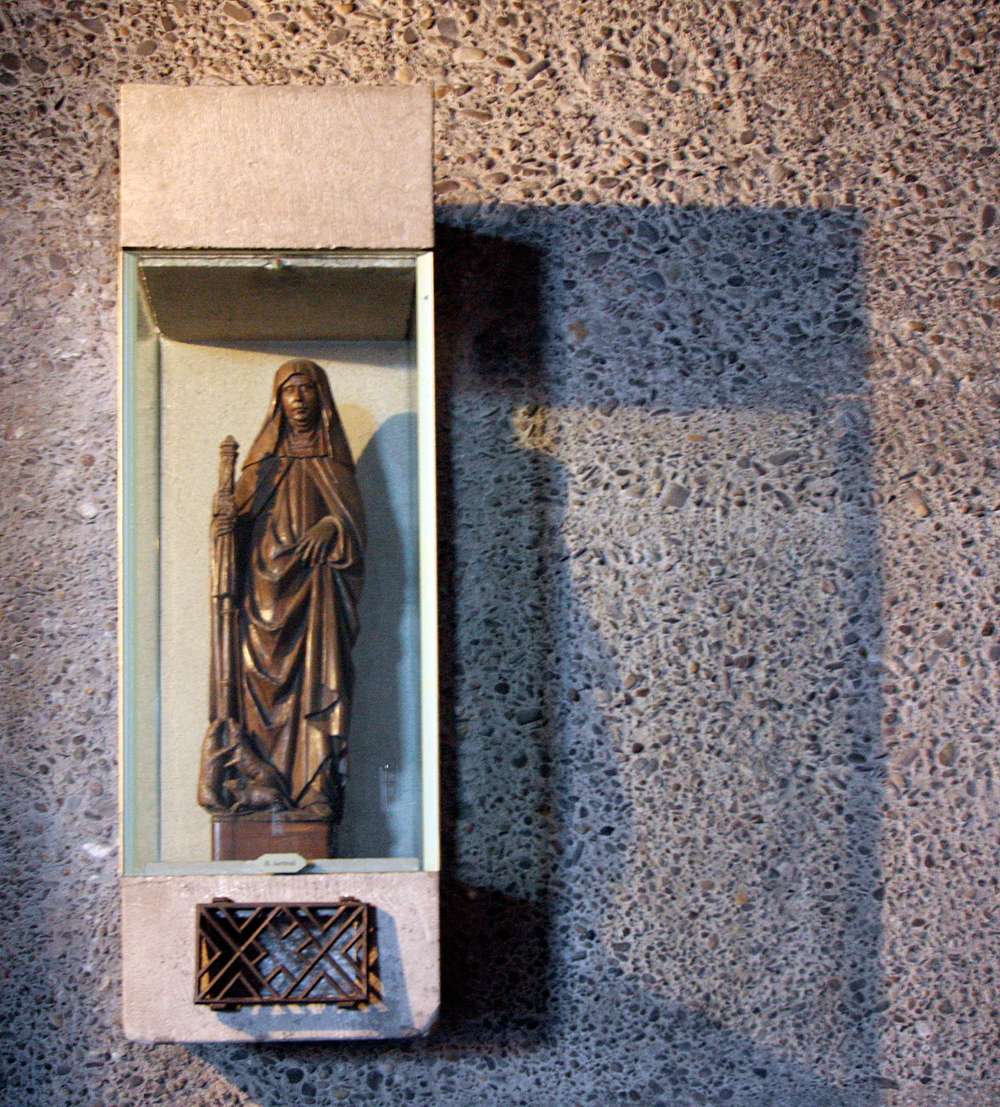
Die Skulptur der Kirchenpatronin Gertrud von Nivelles stammt aus dem 15. Jahrhundert.

Beinahe die gesamte Ausstattung – Taufbecken, Tabernakel und Altar bis hin zu Portal und Wetterfahne – entstammt den Entwürfen Gottfried Böhms. Böhm schuf ebenso die drei mit floralen Motiven gestalteten Giebelfenster; weitere Fenster stammen von Fritz H. Lauten und H. Eck. Ein großes Gemälde der Himmelfahrt Christi schuf Robert Hieronymi im Jahr 1912.
Neben mehreren weiteren Holzskulpturen steht in der Sakramentskapelle eine spätgotische Skulptur der Kirchenpatronin, der Heiligen Gertrud von Nivelles, mit ihren Attributen: dem Äbtissinnenstab und drei Mäusen.
Die Orgel wurde im Jahr 1969 von Gebr. Späth Orgelbau gebaut. Das Instrument verfügt über 14 Register, die auf zwei Manualen und einem Pedal verteilt sind.
Im Kirchturm hängt seit 1960 eine einzelne Glocke, die nach dem Krieg als Leihgabe in St. Agnes hing.
Es handelt sich um eine Leihglocke, die ursprünglich in Schillersdorf in Oberschlesien hing. Sie wurde 1764 von Franziskus Stancke in Troppau gegossen. Sie hat den Schlagton gis1 und wiegt etwa 540 kg bei einem unteren Durchmesser von 990 mm. Die Glocke trägt folgende lateinische Inschrift: „Nox claræ turrim campanas fulmine sternit anno 1764. Destruit has ignis dedit et claræ organa vocis! Hæc campana a Francisko Stanke Oppaviæ refusa est.“

## Aktuelle Nutzung
Seit 1989 wurde die Gemeinde, die seit 1973 selbständig war, wieder pfarramtlich verbunden mit der St. Agnes-Gemeinde. Seit dem 1. Januar 2010 wurden die Gemeinden St. Kunibert, St. Gertrud St. Ursula und St. Agnes zu einer Gemeinde zusammengeschlossen. Die bereits nach der Entpflichtung des Pfarrers Karl Falke, der nach seiner Kaplanzeit an St. Agnes bis zu seinem 80ten Lebensjahr die Gemeinde betreut hatte, seltener genutzte Kirche soll ein Ort der Begegnung, des Gebetes und der kulturellen Auseinandersetzung werden. Dazu fanden entsprechende Überlegungen statt, die zu einem Konzept für den Kirchenraum führten, bei dem die Kirche geweiht bleibt.
Inzwischen gibt es das Projekt st. gertrud: kirche + kultur seit mehreren Jahren. Es arbeitet mit den besonderen Gegebenheiten dieser Kirche: Ihr Innenraum wird ausgelotet mit verschiedenen künstlerischen Darbietungen, die sich mit dem Raum selbst auseinandersetzen und in einen Dialog stellen. Der Raum als besonderer sakraler Ort – mit Kunstausstellungen, Konzerten, Tanz- und Theaterprojekten – evoziert Diskussionen und Gespräche und Gedanken, die sich häufig im Rahmen der Veranstaltungen oder im direkten Anschluss daran in st.gertrud: kirche + kultur ergeben.
Die besondere Akustik des Kirchenraums wird außerdem vom Obertonchor Köln für Proben genutzt.